# Мечеть аль-Казімійя
Мечеть аль-Казімійя, Золота мечеть (араб. الحضرة الكاظمية) — шиїтська святиня, розташована в районі Багдада Кадімія. 

## Історія
Побудована в XVI столітті . У ній знаходяться могили сьомого імама шиїтів Муси аль-Казіма і дев'ятого імама шиїтів Мохаммеда ат-Такі. Також в цій мечеті похований богослов і історик Мухаммад аль-Муфід і полімат Насир ад-Дін Тусі.